# ولاستیمیل لادا-سازافسکی
ولاستیمیل لادا-سازافسکی (چکی: Vlastimil Lada-Sázavský؛ ۳۱ مارس ۱۸۸۶ – ۲۲ آوریل ۱۹۵۶) شمشیرباز اهل بوهم بود.
وی در مسابقات کشوری و بین‌المللی در مجموع برندهٔ ۱ مدال برنز شده‌است.